# Czkalowka
Czkalowka – wieś w Armenii, w prowincji Gegharkunik. W 2011 roku liczyła 516 mieszkańców.